# Modena Challenger 2023
Il Modena Challenger 2023 è stato un torneo maschile di tennis giocato sulla terra rossa. È stata la 1ª edizione del torneo, facente parte della categoria Challenger 75 nell'ambito dell'ATP Challenger Tour 2023. Si è giocato al Club La Meridiana di Modena, in Italia, dal 25 giugno al 2 luglio 2023.

## Partecipanti singolare

### Teste di serie
| Nazionalità          | Giocatore       | Ranking* | Testa di serie |
| -------------------- | --------------- | -------- | -------------- |
| Argentina            | Federico Coria  | 90       | 1              |
| Brasile              | Thiago Monteiro | 95       | 2              |
| Stati Uniti          | Emilio Nava     | 210      | 3              |
| Rep. Ceca            | Jakub Menšík    | 217      | 4              |
| Francia              | Térence Atmane  | 238      | 5              |
| Argentina            | Renzo Olivo     | 239      | 6              |
| Bosnia ed Erzegovina | Nerman Fatić    | 247      | 7              |
| Italia               | Gianluca Mager  | 250      | 8              |

* Ranking al 19 giugno 2023.

### Altri partecipanti
I seguenti giocatori hanno ricevuto una wild card per il tabellone principale:
- Federico Coria
- Gianmarco Ferrari
- Marcello Serafini

I seguenti giocatori sono entrati in tabellone come alternate:
- Murkel Dellien
- Moez Echargui
- Filip Cristian Jianu

I seguenti giocatori sono passati dalle qualificazioni:
- Alibek Kachmazov
- Francesco Forti
- Julian Ocleppo
- Rémy Bertola
- Lucas Gerch
- Maks Kaśnikowski

## Partecipanti doppio

### Teste di serie
| Nazionalità | Giocatore        | Ranking* | Nazionalità | Giocatore           | Ranking* | Testa di serie |
| ----------- | ---------------- | -------- | ----------- | ------------------- | -------- | -------------- |
| Stati Uniti | William Blumberg | 90       | Venezuela   | Luis David Martínez | 87       | 1              |
| Rep. Ceca   | Roman Jebavý     | 103      | Ucraina     | Vladyslav Manafov   | 106      | 2              |
| Italia      | Marco Bortolotti | 115      | Ecuador     | Diego Hidalgo       | 109      | 3              |
| Serbia      | Ivan Sabanov     | 118      | Serbia]     | Matej Sabanov       | 118      | 4              |

* Ranking al 19 giugno 2023.

### Altri partecipanti
Le seguenti coppie hanno ricevuto una wild card per il tabellone principale:
- Gianmarco Ferrari /  Julian Ocleppo
- Lorenzo Rottoli /  Marcello Serafini

La seguente coppia è entrata in tabellone con un ranking protetto:
- Andre Begemann /  Ramkumar Ramanathan

## Punti e montepremi
| Torneo    | Torneo              | V     | F     | SF    | QF    | 2T    | 1T  | Q | Q2  | Q1  |
| Singolare | Punti               | 75    | 50    | 30    | 16    | 7     | 0   | 4 | 2   | 0   |
| Singolare | Premi in denaro (€) | 9,880 | 5,820 | 3,450 | 2,000 | 1,165 | 720 | – | 360 | 185 |
| Doppio    | Punti               | 75    | 50    | 30    | 16    | –     | 0   | – | –   | –   |
| Doppio    | Premi in denaro (€) | 4,250 | 2,450 | 1,480 | 880   | –     | 500 | – | –   | –   |

## Campioni

### Singolare
Emilio Nava ha sconfitto in finale  Titouan Droguet con il punteggio di 6(5)–7, 7–6(6), 6–4.

### Doppio
William Blumberg /  Luis David Martínez hanno sconfitto in finale  Roman Jebavý /  Vladyslav Manafov con il punteggio di 6–4, 6–4.